# Aeroportul Ngari Günsa
Aeroportul Ngari Günsa (IATA: NGQ, ICAO: ZUAL) este un aeroport din Günsa⁠(d), Gar County⁠(d), Ngari Prefecture⁠(d), Regiunea autonomă Tibet, Republica Populară Chineză ce deservește zona Shiquanhe⁠(d). Aeroportul a fost tranzitat în 2022 de 112.538 de pasageri. A fost deschis în 1 iulie 2010.
Situat la o altitudine de 4.274 m, aeroportul dispune de o singură pistă.